# Rudolf Krajčovič
Rudolf Krajčovič (ur. 22 czerwca 1927 w Trakovicach, zm. 29 października 2014) – słowacki językoznawca, slawista, twórca teorii migracyjno-integracyjnej dotyczącej pochodzenia języka słowackiego. Był specjalistą z zakresu historii języka słowackiego, dialektologii historycznej i onomastyki.

## Życiorys
Ukończył studia z zakresu języka słowackiego i filozofii na Uniwersytecie Komeńskiego w Bratysławie. Piastował szereg stanowisk w Katedrze Języka Słowackiego i Literatury (asystent, docent, profesor). Pracował i wykładał za granicą (Kraków 1963, Skopje 1977, Moskwa 1970–1971, 1975–1976, 1980–1981). Był sekretarzem Stowarzyszenia Językoznawców Słowackich (1957–1960), członkiem komitetu (1966–1968), wiceprzewodniczącym (1968–1972). W latach 1972–1973 był wiceprzewodniczącym Słowackiego Towarzystwa Językoznawczego.
Członek rad redakcyjnych czasopism „Slovenská reč” i „Jazykovedný časopis”.

## Wybrana twórczość
- 1961 Vývin slovenského jazyka
- 1964 Pôvod juhozápadoslovenských nárečí a ich fonologický vývin
- 1974 Slovenčina a slovanské jazyky. Praslovanská genéza slovenčiny
- 1975 A Historical Phonology of the Slovak Language
- 1977 Svedectvo dejín o slovenčine
- 1981 Pôvod a vývin slovenského jazyka
- 1983 Čeština a slovenčina v starších archiváliách v predspisovnom období
- 1985 Veľká Morava v tisícročí slovami prameňov, legiend, kroník a krásnej spisby
- 1988 Vývin slovenského jazyka a dialektológia
- 1990 Dejiny spisovnej slovenčiny. Študijná príručka a texty
- 2005 Živé kroniky slovenských dejín skryté v názvoch obcí a miest